# Погосян, Микаел Александрович
Микае́л Алекса́ндрович Погося́н (арм. Միքայել Ալեքսանդրի Պողոսյան; 25 января 1991, Кумайри, Армянская ССР, СССР) — армянский футболист, полузащитник.

## Биография
Профессиональная жизнь молодого футболиста из северной столицы Армении началась в Аштараке. В 16 лет заключил контракт с командой ставящей перед собой высокие цели. Однако попадать в запасной состав, не говоря уже об основном, не всегда удавалось. Первый матч за «Мику» провёл 4 ноября 2007 года в Ереване против «Арарата», в которой гранд армянского футбола был сломлен — 1:2. Первый матч в чемпионате Армении провёл 7 ноября 2007 года в выездной игре против «Бананца», в котором аштаракцы победили со счётом 1:0. Погосян вышел на поле вместо Тиграна Давтяна на 85 минуте. Периодические игры за основной клуб сменялись играми за дубль. В чемпионате Армении 2008 года провёл 11 игр, 10 из которых приходятся на первый круг чемпионата. В следующем сезоне за основной состав Погосян ни разу не сыграл.
В январе 2011 года Погосян прибыл в Гюмри, где в местном «Шираке» начал проводить свои тренировки. Одновременно тренерский штаб просмотрел игрока в деле.

## Достижения
- Серебряный призёр чемпионата Армении: 2009
- Бронзовый призёр чемпионата Армении: 2007